# Іоланда Маргарита Савойська
Іоланда Маргарита Савойська (італ. Iolanda Margherita di Savoia), повне ім'я Іоланда Маргарита Мілена Єлизавета Романа Марія (італ. Iolanda Margherita Milena Elisabetta Romana Maria), 1 липня 1901 — 16 жовтня 1986) — італійська принцеса з Савойської династії, донька короля Італії Віктора Емануїла III та чорногорської принцеси Єлени Чорногорської, дружина графа Берголо Джоржіо Карло Кальві.
На її честь у 1910 році було названо муніципалітет Йоланда-ді-Савоя в провінції Феррара в Італії. Джакомо Пуччіні присвятив принцесі у 1919 році «гімн Риму».

## Біографія
Іоланда Маргарита народилась 1 липня 1901 року у Римі. Вона стала первістком в родині короля Італії Віктора Емануїла III та його дружини Єлени Чорногорської, з'явившись на світ на п'ятому році їхнього подружнього життя. Згодом сімейство поповнилося сином Умберто та молодшими доньками: Мафальдою, Джованною і Марією Франческою.
Виховувалась у дусі християнського милосердя. Її сестра Джоанна у своїх мемуарах згадувала, що матір часто повторювала малечі:«Як ви вважаєте звичайним їсти і спати, так само вважайте належним постійно робити добро». Підлітком брала участь у благодійних акціях, під час війни 1915—18 років надавала моральної допомоги солдатам, особливо госпіталізованим до шпиталю у Квірінале.
Дівчиною цікавилася спортом, особливо плаванням та верховою їздою. Полюбляла полювання. Попри тиск з боку бабусі Маргарити, яка мала амбітні плани щодо шлюбу старшої онуки, можливо із герцогом Корнуельським, принцеса обрала чоловіка на власний розсуд. Ним став викладач верхової їзди в королівській школі, граф ді Берголо. Наречений був ветераном Першої світової війни та походив з аристократії П'ємонту.
9 квітня 1923 року в каплиці Паоліна Квіринальського палацу 21-річна Іоланда Маргарита взяла за чоловіка 36-річного графа Джоржіо Карло Кальві ді Берголо. Після весілля молодята оселилися в містечку Пінероло поблизу Турину. У них народилося п'ятеро дітей.
З кінця 1943 до 1945 року родина мешкала у Швейцарії. 1946 року батько Іоланди Маргарити зрікся престолу на користь її брата та виїхав до Александрії. Принцеса разом із чоловіком та дітьми поїхала за ним і провела із батьками наступний рік, до самої смерті Віктора Емануїла III. Згодом повернулася до Італії, де мешкала на віллі Капокотта, яка залишилася у власності Савойського дому.
У лютому 1977 року пішов з життя Джорджіо ді Берголо.
Іоланда Маргарита пережила його майже на десятиліття і померла у шпиталі в Римі 16 жовтня 1986 року в 85-річному віці. Похована на Туринському монументальному цвинтарі.

## Родина

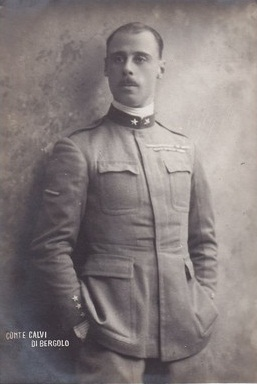
Джоржіо Карло Кальві ді Берголо

Чоловік — Джоржіо Карло Кальві, граф Берголо
Діти:
- Марія Людовіка (1924—2017) —  була одружена з Робером Гаше, мала сина та доньку;
- Джорджіо (1—7 березня 1925) —  помер після народження від бронхіальної пневмонії;
- Вітторія (1927—1985) — дружина графа Гульєльмо Гуарієнті ді Бренцоне, мала трьох дітей;
- Джія-Анна (нар. 1930) — дружина художника Карло Гуарієнті, має двох доньок;
- П'єр Франческо (1932—2012) був одружений з акторкою Марісою Аллазіо, мав двох дітей.

## Нагороди
Великий хрест ордену Святих Маврикія та Лазаря (Савойський дім).